# Jan-Willem van Waning
Jacob Jan Willem (Jan-Willem) van Waning (Den Haag, 12 februari 1938) is een voormalig Nederlands militair en politicus.

## Leven en werk
Van Waning werd in 1938 geboren als zoon van de marineofficier Christiaan Jan Willem van Waning en Francine Lucia van Maaren. Ook hij koos, evenals zijn vader, voor een loopbaan als officier bij de marine. Hij was commandant van een onderzeeboot, marinecommandant van Den Helder, marineattaché en planner bij de Defensiestaf. Nadien was hij werkzaam bij onder meer DAF en Clingendael. Daarnaast werd hij politiek actief, eerst voor DS'70, daarna voor de VVD en ten slotte voor D66. Voor de laatste partij was hij lid van de Tweede Kamer tijdens Paars I. Als Kamerlid had hij, wegens mogelijke belangenverstrengeling, geen defensieaangelegenheden in zijn portefeuille. Tot zijn werkterrein behoorden zaken als watermanagement, scheepvaart en visserijbeleid.
- Parlement.com: vg09lllzshxx